# Plauer See
Plauer See är den tredje största insjön i förbundslandet Mecklenburg-Vorpommern (yta 38,4 km²)  och den sjunde största i Tyskland. 
Sjön ligger huvudsakligen i distriktet Ludwigslust-Parchim och genom sjön flyter, från öster till väster, floden Elde.